# Faryab
Faryab (també Fariyab o Paryab) fou una vila del nord de l'Afganistan, modernament anomenada Dawlatabad.
Antigament fou part de la província de Djuzdjan. Fou conquerida per Ahnaf ibn Kays el 685. Era una ciutat de certa importància fins a la seva destrucció pels mongols el 1221. Va donar nom a la moderna província de Faryab.
Vegeu també: Província de Faryab